# Истиклол (стадион, Фергана)
«Истиклол» — футбольный стадион Узбекистана. Расположен в Фергане.
Находится недалеко от международного аэропорта «Фергана» в городе Фергане, на Малой кольцевой дороге. Стадион рассчитан на 20 500 зрителей и является шестым по вместимости стадионом в Узбекистане. Является главной домашней ареной ферганского клуба «Нефтчи» и одним из стадионов, используемых сборной Узбекистана по футболу.

## История
Строительство стадиона началось в январе 2013 года рядом с международным аэропортом «Фергана». Стадион был построен на новом месте, потому что старый стадион «Фаргона» в Фергане был слишком мал для посещаемости болельщиков. Строительство стадиона было завершено в январе 2015 года. Основным подрядчиком стадиона является правительство Ферганской области. На строительство и монтажные работы стадиона было потрачено более 15 млн долларов. Открытие нового стадиона состоялось 3 апреля 2015 года товарищеским матчем между сборными Узбекистана У20 и Новой Зеландии У20, в котором хозяева одержали победу со счётом 1:0. Первый официальный матч Лиги на новом стадионе состоялся 18 апреля 2015 года («Нефтчи» — «Машал Мубарек»).
Количество секторов на стадионе — 32.
С 2017 по 2022 год стадион также использовался в качестве домашнего стадиона ферганским клубом «Истиклол» Фаргона.